# Семен-Фрідріх Пронський
Семен-Фрідріх Глібович Пронський (пом. 1555, Вільно) — князь із роду Пронських, військовий і державний діяч Великого князівства Литовського. Староста житомирський (1538—1539), брацлавський і вінницький (1540—1541), чорнобильський державця (1549—1555), київський воєвода (1544—1555). Першим із роду Пронських перейшов на католицтво.

## Життєпис
Походив із рязанських князів, що правили у Пронському князівстві. Внук князя Юрія Федоровича, який 1479 року отримав від Казимира Ягайловича привілей на село Каменойти та осів у Великому князівстві Литовському. Батько Семена, Гліб Юрійович (пом. 1513), був намісником остринським у 1501 р., бобруйським 1504 р. та мейшагольським від 1508, загинув у битві з татарами під Мінськом 1513 року. Мати князя була дочкою віленського та троцького тивуна Підбийп'яти (пол. Podbipięta), після смерти батька — дружиною Андрія Чижевича.
Після народженя охрещений за православним обрядом. Мав брата Андрія (помер бездітним у 1556—1557 році), разом із яким згаданий у майнових справах 1533 року зі зведеними братами Чижевичами. У 1538—1539 роках був справцею житомирським, провадив зміцнення замку в місті. 1539 року став старостою брацлавським і вінницьким. Суперечки з брацлавськими зем'янами в березні 1541 року переросли у відвертий бунт проти старости: убили його намісника (заступника), втопили висланого королевою Боною митника, сам Семен-Фрідріх заховався в замку. Допомогу отримав від барського старости Бернарда Претвича.
28 березня 1541 року Микола Сенявський повідомляв, що повстанці відрізали його від провіанту, вимагають звільнити замок, погрожуючи його спалити. Після втручання короля в листопаді старостою став Юрій Войцехович Насиловський, який мав бути на цій посаді до закінчення суперечки. У 1544 році Семен-Фрідріх став київським воєводою. За його ініціативи та сприяння для кращої оборони від татар 1548 року звели чорнобильський замок, а близько 1550 року — білоцерківський. 1549 року став чорнобильським державцем. Король Сигізмунд II Август скерував його разом із Павлом Оранським до Києво-Печерської лаври через прохання монахів повернути їм давні привілеї, надані королем Сигізмундом І Старим. Брав участь в опрацюванні затвердженого королем 15 серпня 1551 року нового регламенту (регуляміну) монастиря.
Завдяки одруженню став власником маєтностей на Волині, зокрема Жукова з Біловим, Нового Ставу, Гуменників, Берестечка та Ярославичів із прилеглими селами (підтвердження в 1547 році). У 1546 році князі Пронські отримали привілей на заснування міста Берестечка.
За деякими даними, один із предків гетьмана Івана Мазепи був його служебником.
Похований у костелі бернардинів у Вільні.

### Сім'я
Дружина — Федора (Теодора), дочка Богуша Михайла Боговитиновича; після шлюбу перейшов на латинський обряд і взяв ім'я Фрідріх (Фридерик). Вдова після його смерти вийшла за ґнєзненського каштеляна Анджея Тшебуховського, після смерти цього чоловіка (1563) — за хелминського підкоморія Міхала Дзялинського. Діти:
- Юрій (помер рано),
- Олександр (пом. 1595) — луцький староста (1580—1591), стольник Великого князівства Литовського (1576—1588), троцький каштелян (1591—1595),
- Марія (Марухна) — померла дівчиною,
- Єлизавета (пом. бл. 1581) — з 1572 року дружина гнєзненського каштеляна Яна Зборовського.